# Santísimo Redentor y San Alfonso en Vía Merulana (título cardenalicio)
Santísimo Redentor y San Alfonso en Vía Merulana es un título cardenalicio de la Iglesia Católica. Fue instituido por el papa Juan XXIII en 1960 con la constitución apostólica Plurima quae.

## Titulares
- Joseph Elmer Ritter (19 de enero de 1961 - 10 de junio de 1967)
- José Clemente Maurer, C.SS.R. (29 de junio de 1967 - 27 de junio de 1990)
- Anthony Joseph Bevilacqua (28 de junio de 1991 - 31 de enero de 2012)
- Vincent Nichols (22 de febrero de 2014)